# Dudschail
Dudschail (oder Dujail, arabisch الدجيل, DMG ad-Duǧail) ist ein schiitisches Dorf im nördlichen Irak mit rund 10.000 Einwohnern. Es liegt rund 65 Kilometer nördlich von Bagdad. Beim „Massaker von Dudschail“ wurden nach einem gescheiterten Attentat auf Saddam Hussein am 8. Juli 1982 148 Einwohner des Dorfes von Regierungstruppen verschleppt und getötet.

## Das Massaker von Dudschail
Dudschail war der Ort des misslungenen Attentatsversuches gegen den ehemaligen irakischen Präsidenten Saddam Hussein am 8. Juli 1982. Das Dorf war eine Festung der schiitisch-islamischen Dawa-Partei, einer Widerstandsgruppe gegen Saddam Hussein und den Iran-Irak-Krieg. Saddam Hussein war zu Besuch, um eine Rede für die Soldaten, die in diesem Krieg gedient hatten, zu halten.
Er befand sich nach dem Besuch einer Moschee auf dem Weg ins Zentrum des Dorfes, als der Konvoi des Diktators angegriffen wurde. Die Leibwächter eröffneten das Feuer auf die Angreifer, wobei zwei Kinder getötet wurden. Tags darauf wurden mehr als 600 Dorfbewohner, darunter Frauen, Kinder und Greise, von Regierungstruppen festgenommen und ins Gefängnis der Geheimpolizei in Bagdad verschleppt, von denen 148 nie wieder gesehen wurden. Ihre Leichen sind bis heute verschwunden. Bauernhöfe und Obstplantagen wurden zerstört oder enteignet, die verbliebenen Bewohner mussten das Dorf für vier Jahre verlassen.
Das Massaker war der erste von zwölf Anklagepunkten gegen den ehemaligen Diktator und sieben weitere Angeklagte. Am 5. November 2006 wurde Saddam Hussein dafür zum Tod durch den Strang verurteilt und am 30. Dezember 2006 hingerichtet. Die weiteren Anklagepunkte wurden nicht mehr behandelt. Neben Saddam wurden auch Taha Yassin Ramadan, ein ehemaliger Vize-Präsident des Iraks, Barzan Ibrahim at-Tikriti, ein jüngerer Halbbruder Saddams und gleichzeitig ehemaliger Direktor des Sicherheitsdienstes Mukhabarat, sowie Awad al-Bandar, der als Vorsitzender des „Revolutionsgerichtshofs“ für die Todesurteile in Dudschail verantwortlich war, wegen des Massakers zum Tode verurteilt und gehängt.

## Bombenanschlag 2008
Am 12. September 2008 gegen 18:00 Uhr Ortszeit sprengte sich ein Selbstmordattentäter in Dudschail in die Luft. Er fuhr ein mit Sprengstoff beladenes Auto in eine Polizeistation und ermordete 31 Menschen. 60 Personen wurden verletzt. Eine nahegelegene Klinik wurde in Mitleidenschaft gezogen. Das US-Militär beschuldigte al-Qaida als Urheber des Anschlags.